# Duchowo (Police)
Duchowo (do 1945 niem. Duchow) – część miasta Police, dawniej wieś nad rzeką Gunicą (okolice Jasienicy) włączona do Polic, przy drodze wojewódzkiej nr 114.

## Historia
Osada o przypuszczalnie średniowiecznym rodowodzie, istniał tu młyn wodny. Wzmianka z 1260 r. w aktach Barnima I. W 1280 ks. Bogusław IV nadał wieś klasztorowi cysterek w Szczecinie na 50 lat, później przekazaną klasztorowi w pobliskiej Jasienicy. Po reformacji wieś została przekazana pod opiekę administracyjną Jasienicy. W 1812 r. zbudowano tu wiatrak (koźlak), lecz z powodu ciągłego niskiego stanu wody był wspomagany maszyna parową (moc 6 KM). Na terenie wsi w latach 30. XX wieku znajdował się dom dla ubogich i szkoła.
W czasie II wojny światowej osada nie ucierpiała. Została zajęta w kwietniu 1945 r. przez wojska radzieckie (2 Front Białoruski – 2 Armia Uderzeniowa) a oddana pod administrację polską we wrześniu 1946 r. po likwidacji tzw. Enklawy Polickiej.
Nazwę Duchowo wprowadzono urzędowo w 1947 roku.
W latach 60. XX wieku na terenie części wsi wybudowano Zakłady Chemiczne Police, osada częściowo opustoszała. W 1973 roku pozostałości Duchowa włączono w granice administracyjne miasta Police.

## Demografia Duchowa
Ogólna liczba mieszkańców:
- 1824 – 479 mieszk.
- 1939 – 558 mieszk.